# 2024-es női kézilabda olimpiai selejtezőtorna
A 2024-es IHF női kézilabda olimpiai kvalifikációs tornát 2024. április 11–14. között rendezték meg Magyarországon, Spanyolországban és Németországban. A tornán három csoportban összesen tizenkét csapat vett részt, a csoportok első két helyezettje kvalifikálta magát a párizsi olimpiára.

## Lebonyolítás
A kvalifikációs tornára a csapatok a 2023-as világbajnokságról, illetve az olimpia előtti utolsó kontinenstornákról juthattak be. A bejutott tizenkét csapatot három csoportba sorolták, minden csoportba négy csapat került. Minden csoport első két helyezettje jut ki az olimpiára.
A rendezésre a csoportok résztvevői pályázhattak. A Nemzetközi Kézilabda-szövetség végül Magyarországnak, Spanyolországnak és Németországnak adta a rendezés jogát.
| 1-es csoport | 2-es csoport | 3-as csoport |
| --- | --- | --- |
| - Világbajnoki 4. helyezett: Svédország - Világbajnoki 10. helyezett: Magyarország - Afrika-bajnokság 2. helyezettje: Kamerun - Ázsia-bajnokság 2. helyezettje: Japán - szabadkártya: Nagy-Britannia | - Világbajnoki 5. helyezett: Hollandia - Világbajnoki 8. helyezett: Csehország - Pánamerika-bajnokság 2. helyezettje: Argentína - Európa-bajnoki 9. helyezett: Spanyolország | - Világbajnoki 6. helyezett: Németország - Világbajnoki 7. helyezett: Montenegró - Európa-bajnoki 8. helyezett: Szlovénia - Pánamerika-bajnokság 3. helyezettje: Paraguay |

## Selejtezőcsoportok

### 1-es csoport
Az ebbe a csoportba sorolt Kamerun nem tudta megoldani a magyarországi utazást és más afrikai csapat sem vállalta a szereplést. Ezért április 9-én az IHF szabadkártyával Nagy-Britanniát osztotta be a csoportba Kamerun helyett.
| Hely. | Csapat           | M | Gy | D | V | G+  | G–  | Gk   | P | Továbbjutás                           |
| ----- | ---------------- | - | -- | - | - | --- | --- | ---- | - | ------------------------------------- |
| 1.    | Magyarország (R) | 3 | 3  | 0 | 0 | 114 | 64  | +50  | 6 | Kijutott a 2024-es olimpiai játékokra |
| 2.    | Svédország       | 3 | 2  | 0 | 1 | 112 | 64  | +48  | 4 | Kijutott a 2024-es olimpiai játékokra |
| 3.    | Japán            | 3 | 1  | 0 | 2 | 99  | 88  | +11  | 2 |                                       |
| 4.    | Nagy-Britannia   | 3 | 0  | 0 | 3 | 35  | 144 | −109 | 0 |                                       |

| 2024. április 11. 15:30 | Magyarország | 49–11       | Nagy-Britannia | Főnix Aréna, Debrecen Nézőszám: 2189 Játékvezetők: Lemes, Sosa (URU) |
| 2024. április 11. 15:30 | Faluvégi 7   | (24–6)      | Davies 4       | Főnix Aréna, Debrecen Nézőszám: 2189 Játékvezetők: Lemes, Sosa (URU) |
| 2024. április 11. 15:30 | 1×           | Jegyzőkönyv | 3×             | Főnix Aréna, Debrecen Nézőszám: 2189 Játékvezetők: Lemes, Sosa (URU) |

| 2024. április 11. 18:00 | Svédország | 35–28       | Japán          | Főnix Aréna, Debrecen Nézőszám: 1643 Játékvezetők: Brunner, Salah (SUI) |
| 2024. április 11. 18:00 | Karlsson 7 | (17–13)     | négy játékos 4 | Főnix Aréna, Debrecen Nézőszám: 1643 Játékvezetők: Brunner, Salah (SUI) |
| 2024. április 11. 18:00 | 2×         | Jegyzőkönyv | 2×             | Főnix Aréna, Debrecen Nézőszám: 1643 Játékvezetők: Brunner, Salah (SUI) |

| 2024. április 12. 18:00 | Svédország | 25–28       | Magyarország | Főnix Aréna, Debrecen Nézőszám: 3679 Játékvezetők: Kuttler, Merz (GER) |
| 2024. április 12. 18:00 | Karlsson 7 | (11–15)     | Kuczora 8    | Főnix Aréna, Debrecen Nézőszám: 3679 Játékvezetők: Kuttler, Merz (GER) |
| 2024. április 12. 18:00 | 2×         | Jegyzőkönyv | 4× 2×        | Főnix Aréna, Debrecen Nézőszám: 3679 Játékvezetők: Kuttler, Merz (GER) |

| 2024. április 12. 20:30 | Japán              | 43–16       | Nagy-Britannia | Főnix Aréna, Debrecen Nézőszám: 694 Játékvezetők: García, Paolantoni (ARG) |
| 2024. április 12. 20:30 | Szahara, Kindzso 7 | (25–9)      | Gowland 6      | Főnix Aréna, Debrecen Nézőszám: 694 Játékvezetők: García, Paolantoni (ARG) |
| 2024. április 12. 20:30 | 4×                 | Jegyzőkönyv | 3× 1×          | Főnix Aréna, Debrecen Nézőszám: 694 Játékvezetők: García, Paolantoni (ARG) |

| 2024. április 14. 16:45 | Nagy-Britannia | 8–52        | Svédország | Főnix Aréna, Debrecen Nézőszám: 1222 Játékvezetők: Lemes, Sosa (URU) |
| 2024. április 14. 16:45 | Kesselring 4   | (6–26)      | Hagman 12  | Főnix Aréna, Debrecen Nézőszám: 1222 Játékvezetők: Lemes, Sosa (URU) |
| 2024. április 14. 16:45 | 2×             | Jegyzőkönyv | 3× 1×      | Főnix Aréna, Debrecen Nézőszám: 1222 Játékvezetők: Lemes, Sosa (URU) |

| 2024. április 14. 19:15 | Magyarország | 37–28       | Japán    | Főnix Aréna, Debrecen Nézőszám: 4242 Játékvezetők: García, Paolantoni (ARG) |
| 2024. április 14. 19:15 | Klujber 11   | (18–11)     | Aizava 7 | Főnix Aréna, Debrecen Nézőszám: 4242 Játékvezetők: García, Paolantoni (ARG) |
| 2024. április 14. 19:15 | 3×           | Jegyzőkönyv | 1× 1×    | Főnix Aréna, Debrecen Nézőszám: 4242 Játékvezetők: García, Paolantoni (ARG) |

### 2-es csoport
| Hely. | Csapat            | M | Gy | D | V | G+ | G–  | Gk  | P | Továbbjutás                           |
| ----- | ----------------- | - | -- | - | - | -- | --- | --- | - | ------------------------------------- |
| 1.    | Hollandia         | 3 | 3  | 0 | 0 | 93 | 66  | +27 | 6 | Kijutott a 2024-es olimpiai játékokra |
| 2.    | Spanyolország (R) | 3 | 2  | 0 | 1 | 83 | 71  | +12 | 4 | Kijutott a 2024-es olimpiai játékokra |
| 3.    | Csehország        | 3 | 1  | 0 | 2 | 80 | 96  | −16 | 2 |                                       |
| 4.    | Argentína         | 3 | 0  | 0 | 3 | 78 | 101 | −23 | 0 |                                       |

| 2024. április 11. 18:30 | Csehország  | 21–31       | Spanyolország | Palacio de los Deportes de Torrevieja, Torrevieja Nézőszám: 2780 Játékvezetők: Konjičanin, Konjičanin (BIH) |
| 2024. április 11. 18:30 | Cholevová 7 | (10–19)     | González 7    | Palacio de los Deportes de Torrevieja, Torrevieja Nézőszám: 2780 Játékvezetők: Konjičanin, Konjičanin (BIH) |
| 2024. április 11. 18:30 | 5×          | Jegyzőkönyv | 4×            | Palacio de los Deportes de Torrevieja, Torrevieja Nézőszám: 2780 Játékvezetők: Konjičanin, Konjičanin (BIH) |

| 2024. április 11. 21:00 | Hollandia   | 34–22       | Argentína | Palacio de los Deportes de Torrevieja, Torrevieja Nézőszám: 530 Játékvezetők: Kurtagic, Wetterwik (SWE) |
| 2024. április 11. 21:00 | Malestein 6 | (19–16)     | Karsten 6 | Palacio de los Deportes de Torrevieja, Torrevieja Nézőszám: 530 Játékvezetők: Kurtagic, Wetterwik (SWE) |
| 2024. április 11. 21:00 | 5×          | Jegyzőkönyv | 4×        | Palacio de los Deportes de Torrevieja, Torrevieja Nézőszám: 530 Játékvezetők: Kurtagic, Wetterwik (SWE) |

| 2024. április 12. 18:30 | Hollandia                 | 32–18       | Csehország  | Palacio de los Deportes de Torrevieja, Torrevieja Nézőszám: 1240 Játékvezetők: Elsaied, Elsaied (EGY) |
| 2024. április 12. 18:30 | Malestein, van Wetering 7 | (18–6)      | Jeřábková 8 | Palacio de los Deportes de Torrevieja, Torrevieja Nézőszám: 1240 Játékvezetők: Elsaied, Elsaied (EGY) |
| 2024. április 12. 18:30 | 4× 1×                     | Jegyzőkönyv | 4×          | Palacio de los Deportes de Torrevieja, Torrevieja Nézőszám: 1240 Játékvezetők: Elsaied, Elsaied (EGY) |

| 2024. április 12. 21:00 | Argentína | 23–26       | Spanyolország      | Palacio de los Deportes de Torrevieja, Torrevieja Nézőszám: 3625 Játékvezetők: Sekulić, Jovandić (SRB) |
| 2024. április 12. 21:00 | Karsten 8 | (14–14)     | Arcos, Gutiérrez 7 | Palacio de los Deportes de Torrevieja, Torrevieja Nézőszám: 3625 Játékvezetők: Sekulić, Jovandić (SRB) |
| 2024. április 12. 21:00 | 3×        | Jegyzőkönyv | 4×                 | Palacio de los Deportes de Torrevieja, Torrevieja Nézőszám: 3625 Játékvezetők: Sekulić, Jovandić (SRB) |

| 2024. április 14. 15:30 | Csehország   | 41–33       | Argentína | Palacio de los Deportes de Torrevieja, Torrevieja Nézőszám: 1630 Játékvezetők: El-Saied, El-Saied (EGY) |
| 2024. április 14. 15:30 | Jeřábková 14 | (23–16)     | Karsten 9 | Palacio de los Deportes de Torrevieja, Torrevieja Nézőszám: 1630 Játékvezetők: El-Saied, El-Saied (EGY) |
| 2024. április 14. 15:30 | 6× 1×        | Jegyzőkönyv | 2× 1×     | Palacio de los Deportes de Torrevieja, Torrevieja Nézőszám: 1630 Játékvezetők: El-Saied, El-Saied (EGY) |

| 2024. április 14. 18:00 | Spanyolország | 26–27       | Hollandia   | Palacio de los Deportes de Torrevieja, Torrevieja Nézőszám: 3875 Játékvezetők: Kurtagic, Wetterwik (SWE) |
| 2024. április 14. 18:00 | Prieto 9      | (15–15)     | Malestein 8 | Palacio de los Deportes de Torrevieja, Torrevieja Nézőszám: 3875 Játékvezetők: Kurtagic, Wetterwik (SWE) |
| 2024. április 14. 18:00 | 5× 2×         | Jegyzőkönyv | 3× 2×       | Palacio de los Deportes de Torrevieja, Torrevieja Nézőszám: 3875 Játékvezetők: Kurtagic, Wetterwik (SWE) |

### 3-as csoport
| Hely. | Csapat          | M | Gy | D | V | G+ | G– | Gk  | P | Továbbjutás                           |
| ----- | --------------- | - | -- | - | - | -- | -- | --- | - | ------------------------------------- |
| 1.    | Németország (R) | 3 | 3  | 0 | 0 | 96 | 69 | +27 | 6 | Kijutott a 2024-es olimpiai játékokra |
| 2.    | Szlovénia       | 3 | 2  | 0 | 1 | 87 | 71 | +16 | 4 | Kijutott a 2024-es olimpiai játékokra |
| 3.    | Montenegró      | 3 | 1  | 0 | 2 | 80 | 83 | −3  | 2 |                                       |
| 4.    | Paraguay        | 3 | 0  | 0 | 3 | 59 | 99 | −40 | 0 |                                       |

| 2024. április 11. 17:45 | Németország | 31–25       | Szlovénia | Ratiopharm-Arena, Neu-Ulm Nézőszám: 4026 Játékvezetők: Lovin, Stancu (ROU) |
| 2024. április 11. 17:45 | Maidhof 9   | (17–14)     | Gros 11   | Ratiopharm-Arena, Neu-Ulm Nézőszám: 4026 Játékvezetők: Lovin, Stancu (ROU) |
| 2024. április 11. 17:45 | 3×          | Jegyzőkönyv | 3×        | Ratiopharm-Arena, Neu-Ulm Nézőszám: 4026 Játékvezetők: Lovin, Stancu (ROU) |

| 2024. április 11. 20:15 | Montenegró | 30–25       | Paraguay  | Ratiopharm-Arena, Neu-Ulm Nézőszám: 5500 Játékvezetők: Koo, Lee (KOR) |
| 2024. április 11. 20:15 | Mugoša 9   | (17–12)     | Insfrán 9 | Ratiopharm-Arena, Neu-Ulm Nézőszám: 5500 Játékvezetők: Koo, Lee (KOR) |
| 2024. április 11. 20:15 | 2× 1×      | Jegyzőkönyv | 2× 1×     | Ratiopharm-Arena, Neu-Ulm Nézőszám: 5500 Játékvezetők: Koo, Lee (KOR) |

| 2024. április 13. 14:15 | Németország | 28–24       | Montenegró   | Ratiopharm-Arena, Neu-Ulm Nézőszám: 4269 Játékvezetők: Álvarez, Bustamante (ESP) |
| 2024. április 13. 14:15 | Maidhof 9   | (11–7)      | Pletikosić 9 | Ratiopharm-Arena, Neu-Ulm Nézőszám: 4269 Játékvezetők: Álvarez, Bustamante (ESP) |
| 2024. április 13. 14:15 | 3×          | Jegyzőkönyv | 2× 2×        | Ratiopharm-Arena, Neu-Ulm Nézőszám: 4269 Játékvezetők: Álvarez, Bustamante (ESP) |

| 2024. április 13. 16:45 | Szlovénia | 32–14       | Paraguay | Ratiopharm-Arena, Neu-Ulm Nézőszám: 1800 Játékvezetők: Gasmi, Gasmi (FRA) |
| 2024. április 13. 16:45 | Mavsar 6  | (17–8)      | Acuña 4  | Ratiopharm-Arena, Neu-Ulm Nézőszám: 1800 Játékvezetők: Gasmi, Gasmi (FRA) |
| 2024. április 13. 16:45 | 4×        | Jegyzőkönyv | 4×       | Ratiopharm-Arena, Neu-Ulm Nézőszám: 1800 Játékvezetők: Gasmi, Gasmi (FRA) |

| 2024. április 14. 13:30 | Paraguay  | 20–37       | Németország | Ratiopharm-Arena, Neu-Ulm Nézőszám: 4294 Játékvezetők: Lovin, Stancu (ROU) |
| 2024. április 14. 13:30 | Insfrán 8 | (13–19)     | Behrend 6   | Ratiopharm-Arena, Neu-Ulm Nézőszám: 4294 Játékvezetők: Lovin, Stancu (ROU) |
| 2024. április 14. 13:30 | 3× 1×     | Jegyzőkönyv | 4×          | Ratiopharm-Arena, Neu-Ulm Nézőszám: 4294 Játékvezetők: Lovin, Stancu (ROU) |

| 2024. április 14. 16:00 | Montenegró | 26–30       | Szlovénia      | Ratiopharm-Arena, Neu-Ulm Nézőszám: 2900 Játékvezetők: Gasmi, Gasmi (FRA) |
| 2024. április 14. 16:00 | Mugoša 7   | (11–14)     | Gros, Stanko 7 | Ratiopharm-Arena, Neu-Ulm Nézőszám: 2900 Játékvezetők: Gasmi, Gasmi (FRA) |
| 2024. április 14. 16:00 | 5× 1×      | Jegyzőkönyv | 6×             | Ratiopharm-Arena, Neu-Ulm Nézőszám: 2900 Játékvezetők: Gasmi, Gasmi (FRA) |